# Coal (album)
Pour les articles homonymes, voir Coal.
 (juillet 2017).
Si vous disposez d'ouvrages ou d'articles de référence ou si vous connaissez des sites web de qualité traitant du thème abordé ici, merci de compléter l'article en donnant les références utiles à sa vérifiabilité et en les liant à la section « Notes et références ».
Albums de Leprous
Bilateral
(2011) The Congregation
(2015)
Coal est le troisième album studio du groupe de metal progressif norvégien Leprous, sorti en 2013.

## Liste des titres
Toutes les paroles sont écrites par Tor Oddmund Suhrke sauf The Cloak par Einar Solberg, toute la musique est composée par Leprous.
| 1.    | Foe            | 5:16 |
| 2.    | Chronic        | 7:20 |
| 3.    | Coal           | 6:51 |
| 4.    | The Cloak      | 4:10 |
| 5.    | The Valley     | 9:00 |
| 6.    | Salt           | 4:30 |
| 7.    | Echo           | 9:42 |
| 8.    | Contaminate Me | 9:05 |
| 55:54 |                |      |

| Titre bonus - Édition États-Unis (Inside Out Music, 2013) | Titre bonus - Édition États-Unis (Inside Out Music, 2013) | Titre bonus - Édition États-Unis (Inside Out Music, 2013) | Titre bonus - Édition États-Unis (Inside Out Music, 2013) | Titre bonus - Édition États-Unis (Inside Out Music, 2013) | Titre bonus - Édition États-Unis (Inside Out Music, 2013) | Titre bonus - Édition États-Unis (Inside Out Music, 2013) | Titre bonus - Édition États-Unis (Inside Out Music, 2013) | Titre bonus - Édition États-Unis (Inside Out Music, 2013) | Titre bonus - Édition États-Unis (Inside Out Music, 2013) |
| No                                                        | Titre                                                     | Durée                                                     |                                                           |                                                           |                                                           |                                                           |                                                           |                                                           |                                                           |
| --------------------------------------------------------- | --------------------------------------------------------- | --------------------------------------------------------- | --------------------------------------------------------- | --------------------------------------------------------- | --------------------------------------------------------- | --------------------------------------------------------- | --------------------------------------------------------- | --------------------------------------------------------- | --------------------------------------------------------- |
| 9.                                                        | Bury                                                      | 4:46                                                      |                                                           |                                                           |                                                           |                                                           |                                                           |                                                           |                                                           |
| 60:40                                                     |                                                           |                                                           |                                                           |                                                           |                                                           |                                                           |                                                           |                                                           |                                                           |

| Titres bonus - Éditions limitées : CD "Mediabook" et 2 × vinyles LP Allemagne (Inside Out Music, 20 mai 2013) et édition japonaise (Trooper Entertainment, 2013) | Titres bonus - Éditions limitées : CD "Mediabook" et 2 × vinyles LP Allemagne (Inside Out Music, 20 mai 2013) et édition japonaise (Trooper Entertainment, 2013) | Titres bonus - Éditions limitées : CD "Mediabook" et 2 × vinyles LP Allemagne (Inside Out Music, 20 mai 2013) et édition japonaise (Trooper Entertainment, 2013) | Titres bonus - Éditions limitées : CD "Mediabook" et 2 × vinyles LP Allemagne (Inside Out Music, 20 mai 2013) et édition japonaise (Trooper Entertainment, 2013) | Titres bonus - Éditions limitées : CD "Mediabook" et 2 × vinyles LP Allemagne (Inside Out Music, 20 mai 2013) et édition japonaise (Trooper Entertainment, 2013) | Titres bonus - Éditions limitées : CD "Mediabook" et 2 × vinyles LP Allemagne (Inside Out Music, 20 mai 2013) et édition japonaise (Trooper Entertainment, 2013) | Titres bonus - Éditions limitées : CD "Mediabook" et 2 × vinyles LP Allemagne (Inside Out Music, 20 mai 2013) et édition japonaise (Trooper Entertainment, 2013) | Titres bonus - Éditions limitées : CD "Mediabook" et 2 × vinyles LP Allemagne (Inside Out Music, 20 mai 2013) et édition japonaise (Trooper Entertainment, 2013) | Titres bonus - Éditions limitées : CD "Mediabook" et 2 × vinyles LP Allemagne (Inside Out Music, 20 mai 2013) et édition japonaise (Trooper Entertainment, 2013) | Titres bonus - Éditions limitées : CD "Mediabook" et 2 × vinyles LP Allemagne (Inside Out Music, 20 mai 2013) et édition japonaise (Trooper Entertainment, 2013) |
| No | Titre | Durée | | | | | | | |
| --- | --- | --- | --- | --- | --- | --- | --- | --- | --- |
| 9. | Bury | 4:46 | | | | | | | |
| 10. | Foe (Remix) | 4:03 | | | | | | | |
| 64:43 | | | | | | | | | |

## Crédits
| - Einar Solberg : claviers, piano, synthétiseur, chant - Tobias Ørnes Andersen : batterie, batterie électronique, percussions (additionnel) - Tor Oddmund Suhrke : guitare, guitare baryton - Øystein Landsverk : guitare - Rein Blomquist : basse - Ihsahn : chant sur Contaminate Me - Håkon Aase : violon sur Contaminate Me | - Production, enregistrement : Leprous, Heidi Solberg Tveitan, Vegard Tveitan - Coproduction (claviers) : Fredrik Klingwall - Édition : Leprous, Vegard Tveitan - Direction artistique, artwork, design : Ritxi Ostáriz - Enregistrement (piano et violon, additionnels) : Rune Børø - Mastering : Tony Lindgren - Mixage : Jens Bogren - Arrangements : Ihsahn |